# 遊びに行こっ!
『遊びに行こっ!』（あそびにいこっ）は、1997年4月5日から2013年3月30日までテレビ愛知で放送されていた旅番組である。2008年4月5日放送分からは『遊びに行こっ!〜旅するTV〜ホトチャンネル』（あそびにいこっ ホトチャンネル）と題して放送されていた。改題以後の放送回数は全230回、シリーズ全体での放送期間は16年に及んだ。

## 概要

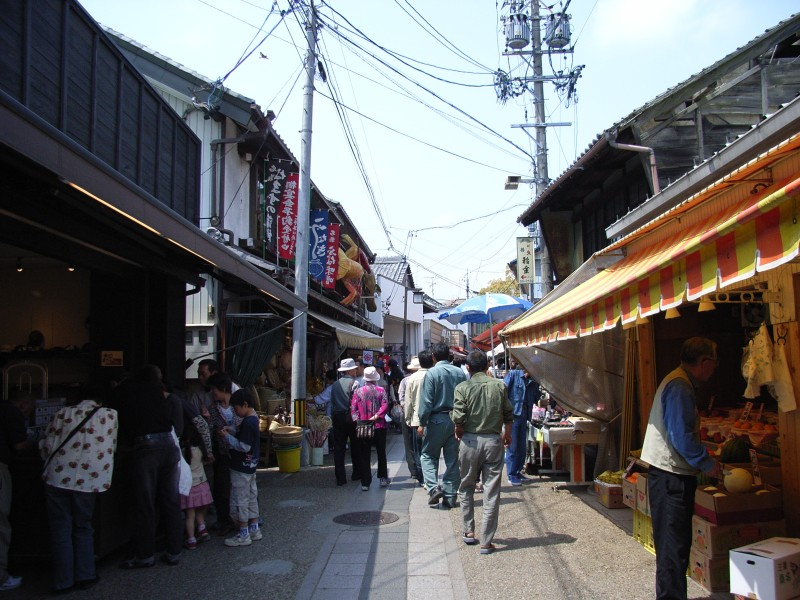
『ホトチャンネル』の第1回と最終回で訪れたお千代保稲荷門前町

毎回中部地方各地の行楽スポットを紹介していた番組で、リポーターがその土地の名物・名所・温泉などを直に堪能しながら視聴者に紹介していた。中でも飲食店と自家製造フード販売店に関しては毎回積極的に取り上げるなど、グルメ情報番組的な要素も併せ持っていた。
取材先はテレビ愛知本社所在地から程近い東海3県がメインだったが、周辺地域の長野県・静岡県・福井県・滋賀県・京都府へもよく訪れていた。ほか、『遊びに行こっ!』時代には北海道・千葉県・兵庫県・長崎県・大分県・沖縄県など、テレビ愛知本社所在地から遠く離れた場所まで訪れることもあった。2007年3月には「セントレア発海外旅行需要喚起プロジェクト」の一環と称してカナダへと渡航し、翌2008年1月には台湾の高雄市・台北市を旅する模様を放送していたが、『ホトチャンネル』への改題を機に再び中部地方のみを取り上げるスタイルへと戻っていった。
リポーターは、2000年代初期においては川崎郁美ほか地元愛知県出身の女性タレントたちが持ち回りで務めていたが、2004年10月の番組リニューアルとともに一新。替わって、『NHK朝の連続テレビ小説』で当時から全国的に（特に近畿地方において）知名度が高かった三倉茉奈・佳奈がリポーターを務めるようになった。『ホトチャンネル』への改題以降は雨上がり決死隊の蛍原徹がリポーターを務めていた。
製作局のテレビ愛知では、この番組の宣伝CMが毎日様々な時間帯に流れていた。また、同局では同日にプロ野球ナイター中継が放送される場合、この番組の放送が休止になる（18時30分から野球中継になる）場合と、通常通り放送される場合の2パターンがあった。それ以外の理由で休止になることはほとんど無かった。

## 出演者

### 2000年10月 - 2004年9月
この当時は川崎がメインを務め、回によってはその他の出演者たちが代理出演するという形で行われていた。
- 川崎郁美 - 2000年10月8日放送分から出演。2004年9月25日放送の富士登山の回をもって番組を卒業した。

- 海川ひとみ
- 水野えり
- 右手愛美
- 二宮奈弓
- 河井日奈子
- 山下佳代
- 杉山弥生
- 小宮千夏
- 石田梨里

### 2004年10月 - 2008年3月
この当時は三倉茉奈・佳奈の2人がメインを務め、その他の出演者たちがサブコーナーを担当するという形で行われていた。
- 三倉茉奈・佳奈 - 2004年10月2日放送分から出演。2008年3月29日放送の「マナカナ卒業旅行!南知多湯めぐり!」の回をもって番組を卒業した。
- ギャオス内藤 - 2006年4月8日放送分から同年7月22日放送分まで出演。「驛弁ギャオスの旅」というコーナーを担当し、中部地方各地の駅で販売される駅弁を食べ歩いていた。
- ドロンズ石本 - 2006年7月29日放送分から2007年2月3日放送分まで出演。ディレクターや音声担当者らとともに「男（オレ）たちの旅」というコーナーを担当し、独身男性3人で「美味しい味噌汁が飲みたい」をコンセプトに中部地方各地を旅していた。

### 2008年4月 - 2013年3月
『ホトチャンネル』への改題以降は基本的に蛍原のみが出演していたが、ゲストが訪れる回では蛍原と2人、もしくはそれ以上の人数でリポートしていた。
- 蛍原徹（雨上がり決死隊） - 2008年4月5日放送分から最終回まで出演。毎回番組から出される指示に従って中部地方各地を旅し、同行するスタッフや現地で出会った人々との会話を楽しみながら番組を進行していた。番組のラストでは毎回湯船に浸かり、視聴者プレゼント用のキーワードを伝えていた。

## ナレーター

### 1997年4月 - 2004年9月
- 鈴木林蔵
- おおみちとせ

### 2004年10月 - 2008年3月
- おおみちとせ
- 戸井康成
- 相澤伸郎（テレビ愛知アナウンサー）

### 2008年4月 - 2013年3月
- おおみちとせ
- 相澤伸郎（テレビ愛知アナウンサー）

## スタッフ
- 構成 - 浅野則子（浅野範子）
- タイトル - 入沢厚子、土岐龍馬
- オープニングCG - フジモトヨシタカ
- ディレクター - 難波江孝之、大武知広、赤塚攻治、庄司仁、水野正二、小山晃範
- プロデューサー - 原直司、小倉一修（テレビ愛知）、中村佳弘、宇野潔、蟹江孝、仲尾義晴
- 制作協力 - 名古屋東通企画、アイプロ、HOBO!S
- 制作著作 - テレビ愛知

## テーマ曲

### オープニングテーマ
- 君の住む街へ（KCB） - 元々あった主題歌をKCBがアレンジしたものである。2004年10月の番組リニューアル以降は番組宣伝のみで掛かるようになり、オープニングテーマとしては使われなくなった。さらに、オープニングテーマが下記「Asbee」に差し替えられてからは番組宣伝でも使われなくなった。
- Asbee （メトロ） - 2006年10月7日放送分から『ホトチャンネル』への改題前まで使用。採用されていた当時は番組宣伝のBGMとしても使われていた。
- めぐる恋の季節（℃-ute） - 2012年8月18日放送分で確認。使用開始時期は不明。原曲の最初と最後のメロディのみ。

### エンディングテーマ
- おりたたみ自転車（KCB） - 上記「君の住む街へ」と同様に、この曲も2004年10月以降は使われなくなったが、2年後の2006年10月7日放送分で突如エンディングテーマに復帰した。以後しばらくの間、再びエンディングテーマとして使われ続けた。
- 二月のわた雪（茉奈 佳奈）
- Fighting Girl （茉奈 佳奈） - 挿入歌としても使われていた。
- やじるし（茉奈 佳奈）
- ありがとう（茉奈 佳奈）
- 泣いて笑って（茉奈 佳奈）
- 卒業（茉奈 佳奈） - 彼女たちが番組を卒業する回のエンディングテーマとして使われた。
- 日曜日よりの使者（↑THE HIGH-LOWS↓） - 提供クレジット表示中のBGMに使われていた曲であるが、最終回ではエンディングテーマとしても使われた。

### 挿入歌
- 俺たちの旅（中村雅俊） - 「男（オレ）たちの旅」のコーナーテーマ曲。
- Fighting Girl （茉奈 佳奈）
- Hello My Days （茉奈 佳奈）
- 日曜日よりの使者（↑THE HIGH-LOWS↓） - 『ホトチャンネル』への改題以降、提供クレジット表示中のBGMとして使われていた。

## 放送局
当初は製作局のテレビ愛知のみで放送されていたが、後に番組販売を通じて近畿地方の独立局などでも放送されるようになった。
| 放送対象地域 | 放送局       | 系列           | 放送日時 | 備考   |
| ------------ | ------------ | -------------- | --- | ------ |
| 愛知県       | テレビ愛知   | テレビ東京系列 | 土曜 18:30 - 19:00 （1997年4月5日 - 2013年3月30日） | 製作局 |
| 大阪府       | テレビ大阪   | テレビ東京系列 | 2006年10月30日に『スポパラ』枠内で放送 |        |
| 岩手県       | テレビ岩手   | 日本テレビ系列 | 2000年から2001年まで放送 |        |
| 滋賀県       | びわ湖放送   | 独立局         | 土曜 06:00 - 06:30 （ - 2007年3月31日） 日曜 05:45 - 06:15 （2007年4月 - 2009年3月15日） 火曜 12:00 - 12:30 （2009年4月7日 - 2011年9月27日） 火曜 10:30 - 11:00 （2011年10月4日 - 2013年4月30日）                                         |        |
| 京都府       | KBS京都      | 独立局         | 火曜 22:00 - 22:30 （ - 2001年） |        |
| 奈良県       | 奈良テレビ   | 独立局         | 金曜 12:00 - 12:30 （ - 2009年3月27日） 月曜 08:30 - 08:59 （2009年6月1日 - 2009年9月28日） 月曜 09:00 - 09:30 （2010年1月18日 - 2011年9月26日） 月曜 08:57 - 09:25 （2011年10月3日 - 2012年3月26日） 月曜 09:00 - 09:30 （2012年4月2日） |        |
| 和歌山県     | テレビ和歌山 | 独立局         | 不定期放送 |        |

## 名古屋民放5局によるあいのり企画
テレビ愛知ほか名古屋の民放テレビ局5局が共同製作した地上デジタル放送推進特番『民放5局史上最大のコラボレーション!地デジ夏祭り2006』が2006年8月12日に放送されるのに先駆け、各局の人気番組の出演者が他局の人気番組にゲスト出演するというコラボレーション企画が実施された。その際にこの『遊びに行こっ!』がテレビ愛知の代表番組に選ばれ、東海テレビの『ぐっさん家〜THE GOODSUN HOUSE〜』で進行役を務めている山口智充が出演した。そして、当時この番組のリポーターを務めていた三倉茉奈・佳奈は中京テレビの『PS』に出演した。

## エピソード
『ホトチャンネル』への改題で蛍原が出演するようになって以来、雨上がり決死隊出演の全国ネット番組（『アメトーーク!』や『リンカーン』など）でこの番組の映像や番組タイトルが蛍原いじりのネタに使われるようになった。

## 問題放送
- 2006年12月23日の放送で、翌24日に投開票の予定があった南知多町長選挙の立候補者の1人を43秒間にわたって出演させた[8]（出演した立候補者は翌日の選挙で当選）。担当ディレクターは当初、番組の放送日を選挙後と勘違いしたと主張していたが、番組担当者が放送日を知らないはずがないとの抗議が相次ぎ、12月25日にテレビ愛知は「番組内で選挙活動を報じてはいませんが、バラエティ番組であっても選挙運動期間中の立候補者を番組に登場させたことは、民放連及びテレビ愛知の放送基準に抵触し、慎重さを欠きました。今後は社員教育を改めて徹底し、二度とこうしたことが起きないように努めます」と謝罪した[9]。
- 2012年8月4日放送の『ホトチャンネル』200回記念1時間スペシャルで、ゲストに招いた陣内智則の男性器が入浴中のタオル越しに露出する放送事故が起きた。その場面にて表示されたテロップには「※撮影のためタオル使用の許可を得ています」と書かれており、局部露出とあわせてテロップの使い方も不適切ではないかとの抗議が相次いだという。